# Lenexa
Lenexa è una città degli Stati Uniti d'America, situata nello Stato del Kansas, nella contea di Johnson.